# Partido Campesino de Transilvania
El Partido Campesino de Transilvania (Rumano: Partidul Țărănesc din Transilvania, PȚT) fue un partido político de Rumania.

## Historia
En las elecciones de 1919 ganó cuatro asientos en la Cámara de Diputados. En 1920, el partido gana seis asientos. Aun así, no volvió a competir.